# Presidenti del Siracusa Calcio 1924
(Il Presidente Gaetano Cutrufo, dopo il derby Siracusa-Catania del 10 dicembre 2016 vinto per 1-0)

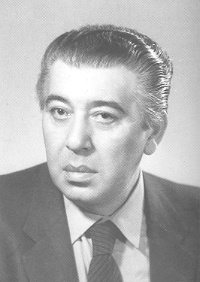
Luigi Foti presidente del Siracusa in carica nel periodo 1976-1977 e 1982-1984

Fra tutti i presidenti del club aretuseo vengono ricordati in modo particolare l'ex senatore democristiano Graziano Verzotto, che al suo primo anno di presidenza regalò alla città la promozione in Serie C (memorabile fu la finale vinta al Vomero di Napoli contro i palermitani del Cantieri Navali), e il siracusano Claudio Cassone che ebbe la fortuna di entrare nella storia del calcio cittadino nel 1978-79 vincendo campionato e Coppa Italia (Siracusa e Palermo risultano fino a oggi le uniche siciliane ad aver messo una coppa in bacheca, la Coppa Italia di Serie C).
Capitolo a parte merita un altro presidente, quello che è stato definito il presidentissimo che ha dato tanto, troppo, per il Siracusa: Giuseppe Pippo Imbesi. Classe 1940, imprenditore attivo nel settore alimentare (aveva una catena di supermercati in città) e appassionato di calcio allo stesso tempo, si è avvicinato alla società azzurra nel 1978-79, diventando da lì a poco socio di maggioranza, per poi rilevarla del tutto insieme ad alcuni soci nella primavera 1981 dall'ex presidente Giancarlo Parretti. Questa prima esperienza non da presidente ma sempre da socio finisce già nell'ottobre dello stesso anno e la società ritorna a Cassone. Rientra nell'agosto 1986 quando, sempre insieme ad alcuni soci, fonda la nuova AS Siracusa con la quale rileva il Siracusa Calcio, fallito a giugno, dal curatore fallimentare salvandolo così dalla radiazione e dalla scomparsa mantenendo lo storico numero di matricola federale 49470 e il titolo sportivo di serie C2. Diventato ufficialmente presidente, e dopo due anni di tentativi nonché di innumerevoli sforzi economici, nella stagione 1988-89 costruisce una squadra che possa ottenere l'agognata promozione in C1, riuscendoci arrivando seconda con 44 punti alle spalle del Campania Puteolana e avendo la meglio sulla Cavese nella lotta per il secondo posto. Si dimise nel 1989, prima della fine del campionato, a causa dei problemi finanziari che lo affliggevano e per non coinvolgere il Siracusa nell'imminente fallimento della sua azienda. Da allora non è mai più tornato in società, nel 2009 ha comunque ricevuto il riconoscimento di presidente onorario dagli allora dirigenti Luigi Salvoldi e Marco Mauceri. È venuto a mancare il 25 gennaio 2016 all'età di 75 anni. Al suo funerale, celebrato nella basilica di Santa Lucia al Sepolcro e culminato nel retrostante stadio Nicola De Simone, hanno presenziato centinaia di persone per rendergli omaggio. Per il suo essere presidente vecchio stampo e soprattutto per la sua vivacità e passionalità, è paragonabile ad altrettanti presidenti del calcio che fu come Angelo Massimino, Renzo Barbera, Costantino Rozzi e Romeo Anconetani. Curiosamente e a differenza di altri presidenti, dall'inizio alla fine della sua gestione ha quasi sempre mantenuto lo stesso allenatore, Paolo Lombardo, confessando in seguito di aver commesso l'errore di esonerarlo una sola volta su pressione della tifoseria per poi richiamarlo. 
Dal 2013 al 2018 la presidenza è stata ricoperta da Gaetano Cutrufo, che da subito è entrato di diritto tra i presidenti più vincenti del club. Difatti nel giro di due anni, ottiene due promozioni consecutive (stagioni 2014-2015 e 2015-2016) portando gli azzurri dall'Eccellenza alla Serie C. Tornerà nel 2019 per rimanerci fino al 2021 prima di cedere il club.
Nel primato dei pochissimi non siracusani a presiedere il sodalizio azzurro, si sono susseguiti nel tempo il veneto Graziano Verzotto, l'orvietano Parretti, il calatino Gabriele Lanza, l'adranita Giovanni Alì ed il carrarese Alessandro Ricci.
Di seguito la cronologia dei presidenti che si sono susseguiti negli anni.
- 1924-1933  Luigi Santuccio
- 1933-1935  Sebastiano Iapichino
- 1935-1937 Inattivo
- 1937-1940  Pierluigi Romano
- 1940-1943  Filippo Reale
- 1943-1944 Inattivo
- 1944-1945  Filippo Reale
- 1946-1947  Sebastiano Aglianò
- 1947-1948  Saverio Reale
- 1948-1949  Antonino Passarello
- 1949-1950  Alfredo Musso
- 1950-1952  Santi Bordone
- 1952-1953  Gaetano Cafiso
 Marcello Alagona
- 1953-1957  Marcello Alagona
- 1957-1959  Vincenzo Fazzino
- 1959-1968  Matteo Sgarlata
- 1968-1970  Angelo Genovese
- 1970-1975  Graziano Verzotto
- 1975-1976  Maria Nicotra
- 1976-1977  Luigi Foti
- 1977-1978  Nino Fichera
- 1978-1979  Claudio Cassone
- 1979-1981  Giancarlo Parretti
- 1981-1982  Claudio Cassone
- 1982-1984  Luigi Foti
- 1984-1985  Aldo Giudice
- 1985-1986  Mario Di Silvestro
- 1986-1989  Giuseppe Imbesi
- 1989-1990  Luciano Puzzo
- 1990-1992  Franco Galanti
- 1992-1993  Dario Bramante
 Salvatore Montagno Grillo
- 1993-1994  Salvatore Montagno Grillo
- 1994-1995  Lina Schifitto
- 1995-2004  Gabriele Lanza
 Tino Longo
- 2004-2012  Luigi Salvoldi
- 2012-2013  Gaetano Favara
- 2013-2018  Gaetano Cutrufo
- 2018-2019  Giovanni Alì
- 2019-2021  Gaetano Cutrufo
- 2021-2023  Salvatore Montagno Grillo
- 2023-  Alessandro Ricci

## Record presidenti
Di seguito l'elenco dei presidenti in ordine di longevità del Siracusa Calcio.
- 9 anni  Luigi Santuccio (1924-1933)
- 9 anni  Matteo Sgarlata (1959-1968)
- 9 anni  Gabriele Lanza (1995-2004)
- 8 anni  Gaetano Cutrufo (2013-2018, 2019-2021)
- 8 anni  Luigi Salvoldi (2004-2012)
- 5 anni  Graziano Verzotto (1970-1975)
- 4 anni  Marcello Alagona (1953-1957)
- 3 anni  Alessandro Ricci (2023-oggi)
- 3 anni  Giuseppe Imbesi (1976-1977, 1982-1984)
- 3 anni  Luigi Foti (1986-1989)
- 3 anni  Pierluigi Romano (1937-1940)
- 3 anni  Filippo Reale (1940-1943)
- 3 anni  Salvatore Montagno Grillo (1993-1994, 2021-2023)
- 2 anni  Sebastiano Iapichino (1933-1935)
- 2 anni  Santi Bordone (1950-1952)
- 2 anni  Vincenzo Fazzino (1957-1959)
- 2 anni  Angelo Genovese (1968-1970)
- 2 anni  Giancarlo Parretti (1979-1981)
- 2 anni  Claudio Cassone (1978-1979, 1981-1982)
- 2 anni  Franco Galanti (1990-1992)
- 1 anno  Sebastiano Aglianò (1946-1947)
- 1 anno  Saverio Reale (1947-1948)
- 1 anno  Antonino Passarello (1948-1949)
- 1 anno  Alfredo Musso (1949-1950)
- 1 anno  Gaetano Cafiso (1952-1953)
- 1 anno  Maria Nicotra (1975-1976)
- 1 anno  Nino Fichera (1977-1978)
- 1 anno  Aldo Giudice (1984-1985)
- 1 anno  Mario Di Silvestro (1985-1986)
- 1 anno  Luciano Puzzo (1989-1990)
- 1 anno  Dario Bramante (1992-1993)
- 1 anno  Lina Schifitto (1994-1995)
- 1 anno  Gaetano Favara (2012-2013)
- 1 anno  Giovanni Alì (2018-2019)
- 6 mesi  Tino Longo (2004)